# Melani Costa
Melania Felicitas Costa Schmid (conocida como Melani Costa; Palma de Mallorca, 24 de abril de 1989) es una fisioterapeuta y deportista española que compitió en natación. Partícipó en tres Juegos Olímpicos de Verano entre los años 2008 y 2016.
Ganó una medalla en el Campeonato Mundial de Natación de 2013 y dos medallas en el Campeonato Mundial de Natación en Piscina Corta de 2012. Además, obtuvo una medalla en el Campeonato Europeo de Natación de 2016 y cuatro medallas en el Campeonato Europeo de Natación en Piscina Corta, en los años 2010 y 2011.
Es graduada en Fisioterapia por la Universidad de las Islas Baleares, carrera que finalizó en 2023.

## Palmarés internacional
| Campeonato Mundial                  | Campeonato Mundial       | Campeonato Mundial | Campeonato Mundial |
| Año                                 | Lugar                    | Medalla            | Competición        |
| ----------------------------------- | ------------------------ | ------------------ | ------------------ |
| 2013                                | Barcelona (España)       | Medalla de plata   | 400 m libre        |
| Campeonato Mundial en Piscina Corta |                          |                    |                    |
| Año                                 | Lugar                    | Medalla            | Competición        |
| 2012                                | Estambul (Turquía)       | Medalla de oro     | 400 m libre        |
| 2012                                | Estambul (Turquía)       | Medalla de bronce  | 200 m libre        |
| Campeonato Europeo                  |                          |                    |                    |
| Año                                 | Lugar                    | Medalla            | Competición        |
| 2016                                | Londres (Reino Unido)    | Medalla de plata   | 4 × 200 m libre    |
| Campeonato Europeo en Piscina Corta |                          |                    |                    |
| Año                                 | Lugar                    | Medalla            | Competición        |
| 2010                                | Eindhoven (Países Bajos) | Medalla de plata   | 400 m libre        |
| 2011                                | Szczecin (Polonia)       | Medalla de plata   | 200 m libre        |
| 2011                                | Szczecin (Polonia)       | Medalla de bronce  | 400 m libre        |
| 2011                                | Szczecin (Polonia)       | Medalla de bronce  | 800 m libre        |

## Distinciones
| Distinción                                         | Año  |
| -------------------------------------------------- | ---- |
| Medalla de Plata - Real Orden del Mérito Deportivo | 2015 |